# تومیسلاو کنز
تومیسلاو کنز (انگلیسی: Tomislav Knez؛ زادهٔ ۹ ژوئن ۱۹۳۸) بازیکن فوتبال صرب‌تبار اهل یوگسلاوی بود.
از باشگاه‌هایی که در آن بازی کرده‌است می‌توان به باشگاه فوتبال راپید وین، باشگاه فوتبال بوراتس بانیا لوکا، و باشگاه فوتبال دینامو زاگرب اشاره کرد.
وی در مسابقات کشوری و بین‌المللی در مجموع برندهٔ ۱ مدال طلا، ۱ مدال نقره شده‌است.